# Mathématiques discrètes
Pour les articles homonymes, voir Discret.
Les mathématiques discrètes, parfois appelées mathématiques finies, sont l'étude des structures mathématiques fondamentalement discrètes, par opposition aux structures continues. Contrairement aux nombres réels, qui ont la propriété de varier "en douceur", les objets étudiés en mathématiques discrètes (tels que les entiers relatifs, les graphes simples et les énoncés en logique) ne varient pas de cette façon, mais ont des valeurs distinctes séparées. Les mathématiques discrètes excluent donc les matières dans les « mathématiques continues » telles que le calcul infinitésimal et l'analyse. 
Les objets discrets peuvent souvent être énumérés par des entiers. Plus formellement, les mathématiques discrètes ont été caractérisées comme la branche des mathématiques traitant des ensembles dénombrables (ensembles qui ont la même cardinalité que les sous-ensembles des nombres naturels, y compris les nombres rationnels mais pas les nombres réels). Cependant, il n'y a pas de définition exacte du terme «mathématiques discrètes». En effet, les mathématiques discrètes sont moins décrites par ce qui est inclus que par ce qui est exclu : des quantités variant continuellement et des notions connexes. 
L'ensemble des objets étudiés en mathématiques discrètes peut être fini ou infini. Le terme mathématiques finies est parfois appliqué à des parties du domaine des mathématiques discrètes qui traitent des ensembles finis, en particulier les domaines pertinents pour les affaires. 
Les recherches en mathématiques discrètes ont augmenté dans la seconde moitié du XXe siècle, en partie grâce au développement d'ordinateurs numériques qui fonctionnent par étapes discrètes et stockent les données en bits discrets. Les concepts et les notations des mathématiques discrètes sont utiles dans l'étude et la description des objets et des problèmes dans les branches de l'informatique, tels que les algorithmes informatiques, les langages de programmation, la cryptographie, la démonstration automatique de théorème, et le développement de logiciels. A l'inverse, les implémentations informatiques sont importantes pour appliquer des idées de mathématiques discrètes à des problèmes du monde réel, comme dans la recherche opérationnelle.
Bien que les principaux objets d'étude des mathématiques discrètes soient des objets discrets, des méthodes analytiques issues de mathématiques continues sont souvent utilisées.
Dans les cursus universitaires, « Discrete Mathematics » est apparu dans les années 1980, initialement comme un cours de soutien informatique ; son contenu était quelque peu hasardeux à l'époque. Le programme s'est ensuite développé conjointement avec les efforts de l'ACM et de la MAA dans un cours qui est essentiellement destiné à développer la maturité mathématique chez les étudiants de première année ; par conséquent, il est de nos jours une condition préalable pour les majeures de mathématiques dans certaines universités. Certains manuels de mathématiques discrètes de niveau secondaire ont également été publiés. À ce niveau, les mathématiques discrètes sont parfois considérées comme un cours préparatoire, semblable à Precalculus à cet égard.
Le prix Fulkerson est décerné pour des articles exceptionnels en mathématiques discrètes.

## Sous-domaines
Les mathématiques discrètes incluent habituellement une partie de :
- l'utilisation des différences finies ;
- la théorie des nombres ;
- la combinatoire ;
- la théorie des graphes ;
- la théorie de l'information ;
- la théorie des langages ;
- la théorie de la calculabilité et de la théorie de la complexité.